# Будинок Ради з'їзду гірничопромисловців півдня Росії
Будинок Ради з'їзду гірничопромисловців півдня Росії (нині — будівля Радіотехнічного технікуму) — пам'ятка архітектури та містобудування місцевого значення у центрі Харкова, побудована 1897 році, реконструйована у 1902 та 1904 роках за проєктом Михаловського Болеслава, Загоскіних Сергія та Іліодора. Розташована на вулиці Сумській, 18-20.

## Будівля та її домовласники
Адреса будівлі нині: вулиця Сумська, № 18-20. До 1901 року це були два різні дворові місця. Домовласниками були: № 18 — у 1865—1895 рр. дружина надвірного радника Олександра Гаврилівна Харіна, а № 20 — у 1840—1871 рр. вдова комерції радника Катерина Іпатіївна Кузіна, У 1870–1880-х роках у будинку Хариної жила сім'я Алчевських, у квартирі яких у свій час знаходилася приватна гімназія В. І. Зарудної.

## Історична довідка
Двоповерховий кам'яний будинок за адресою вулиця Сумська, 18 у стилі французького ренесансу XVI—XVII століть був придбаний 1897 року для Ради з'їзду гірничопромисловців Півдня Росії. В 1902 році за проєктом архітектора Михаловського Болеслава Георгійовича надбудований третій поверх. За проєктом архітекторів братів Загоскіних Сергія та Іліодора Ілліодоровичів у 1904 році з північного боку до нього приєднали триповерховий новий корпус (вулиця Сумська, 20), за участю Кричевського Василя Григоровича. Про призначення будинку свідчать овальні скульптурні медальйони з обох боків центрального входу з зображенням знарядь праці гірничодобувної галузі. Парадний вигляд будинку доповнений скульптурними елементами — картушами, вінками. Стилізовані жіночі фігури — каріатиди — обрамляють аркові віконні прорізи другого поверху. 1917 року за проєктом академіка архітектури Бекетова Олексія Миколайовича в будівлі було проведено внутрішні реконструктивні роботи щодо підвального приміщення, першого та другого поверхів, зали.
З 1910 року у будівлі розмістився Повітроплавний відділ Харківського відділення російського технічного товариства. У 1911 році ця організація провела в цій будівлі першу в Україні авіаційну виставку, на якій демонструвалися літаки різних систем, у тому числі побудовані харківським авіаконструктором Гризодубовим Степаном. З 1936 року в будинку знаходилася Промислова академія, в післявоєнний період — Харківський авіаційний інститут. До 2019 року в будівлі був розташований Харківський радіотехнічний технікум (нині Харківський радіотехнічний коледж). Будівля є пам'яткою архітектури та містобудування місцевого значення № 7398-Ха. При вході у будівлю збереглися оригінальні дерев'яні двері, плитка заводу барона Берґенгейма. В середині будівлі частково вціліли інтер'єри.

## Активні діячі Ради з'їздів
Створена на І-му з'їзді вуглепромисловців у Таганрозі в 1874 році з ініціативи О. Ауербаха, О. Шеермана, П. Горлова, І. Іловайського та інших власників донецьких копалень Рада далі мала осідок у Харкові. Впродовж 1900-05 Раду очолював М. Авдаков, 1905-18 — М. фон Дітмар
- Алчевський Олексій Кирилович (1835—1901)
- Авдаков Микола Степанович (1847—1915)
- фон Дітмар Микола Федорович (1865—1919)

## Цікавинки
За даними харківської краєзнавиці Радкової О. Д. на вулиці Сумській, 18, у будинку дружини надвірного радника Харіна, у 70-80-ті роки 19 сторіччя, мешкала родина Алчевських. У цьому будинку народилися український співак зі світовою відомістю Алчевський Іван Олексійович (1876—1917) та поетеса Алчевська Христина Олексіївна (1882—1931).
На стіні будівлі розташована пам'ятна дошка, що присвячена Кричевському Василю Григоровичу (1872—1952), який працював тут.

## Галерея

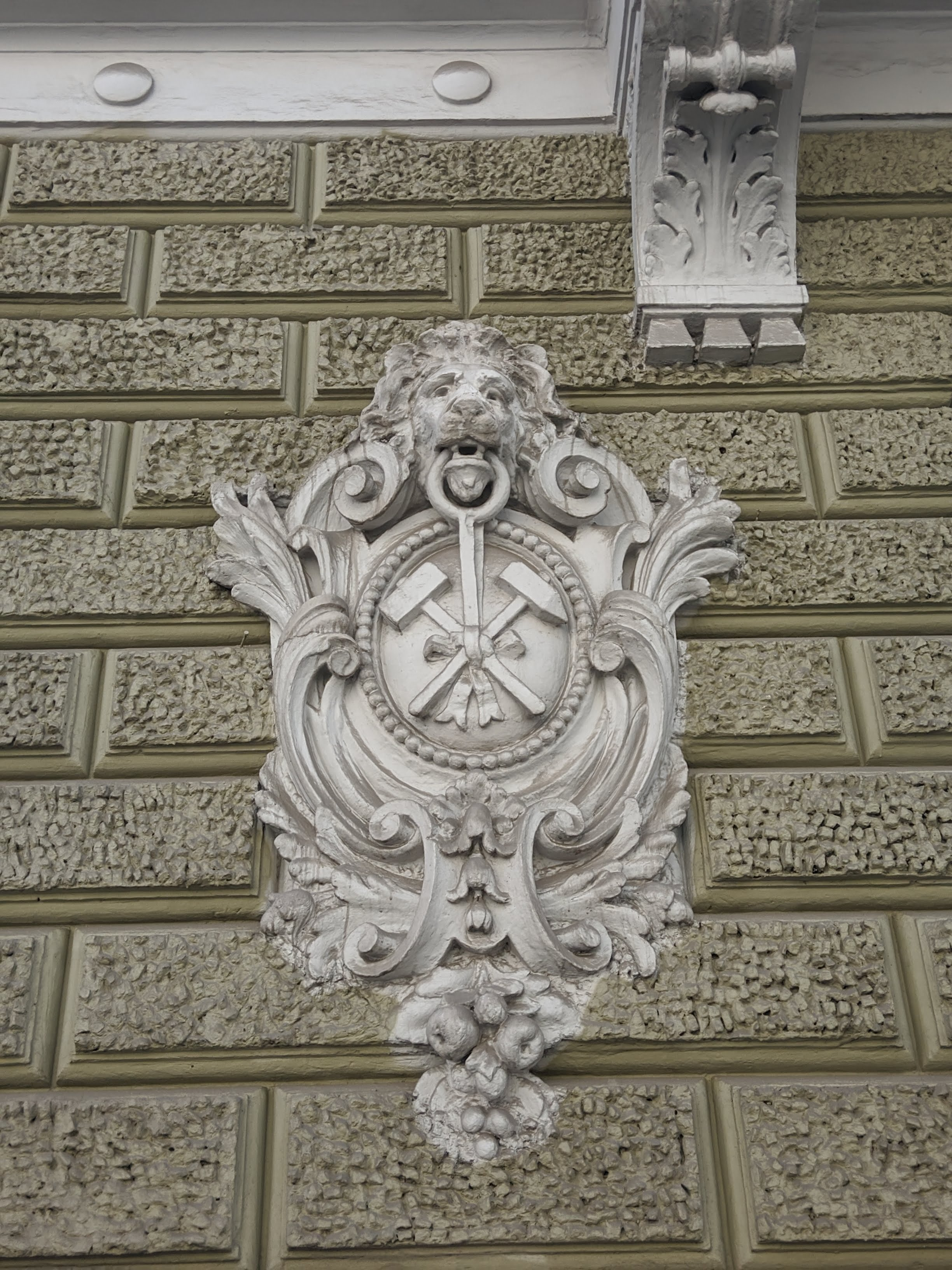
Барельєф з маскароном лева та молотами на фасаді
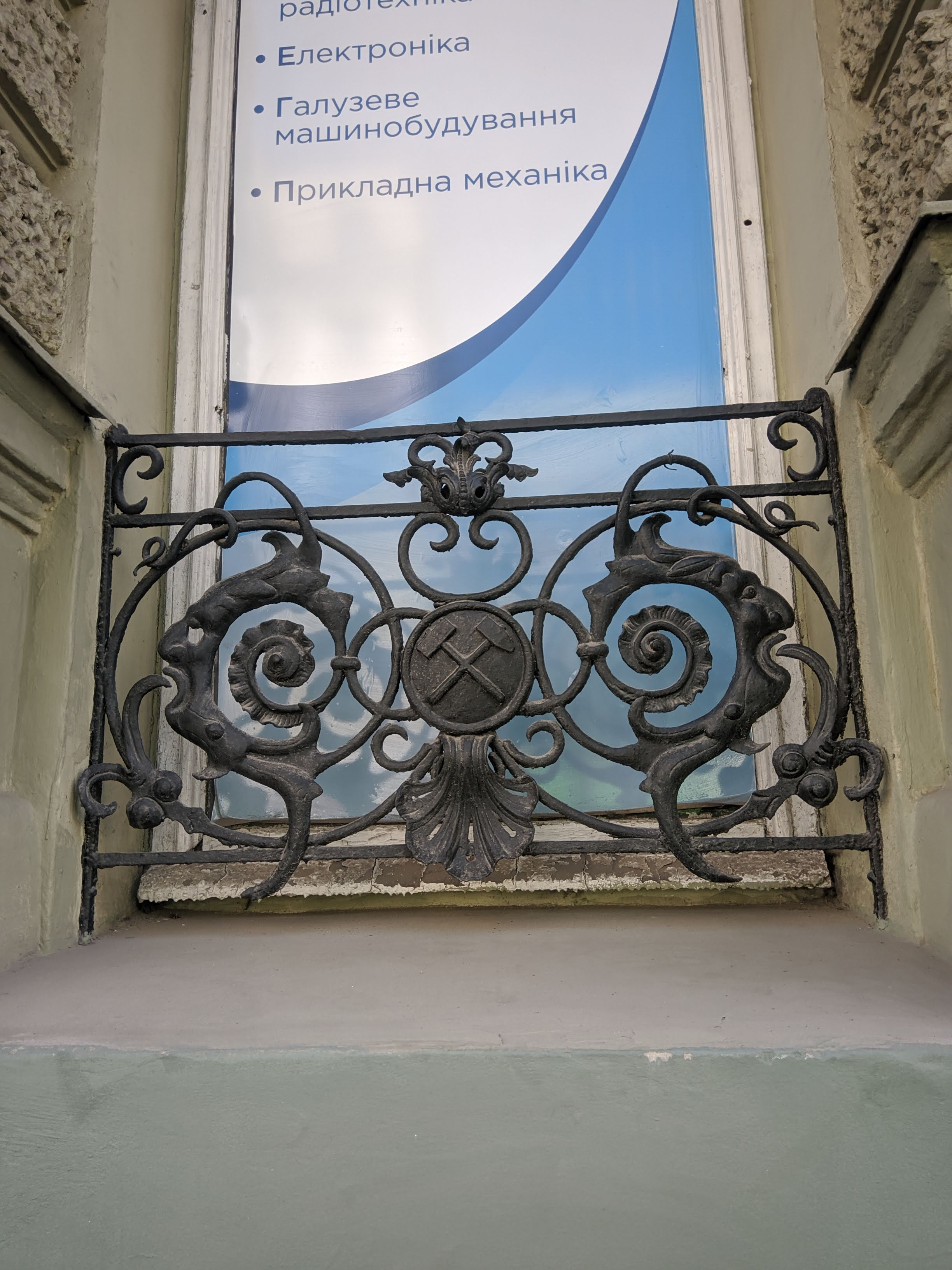
Ковані решітки на вікнах з зображеннями молотів
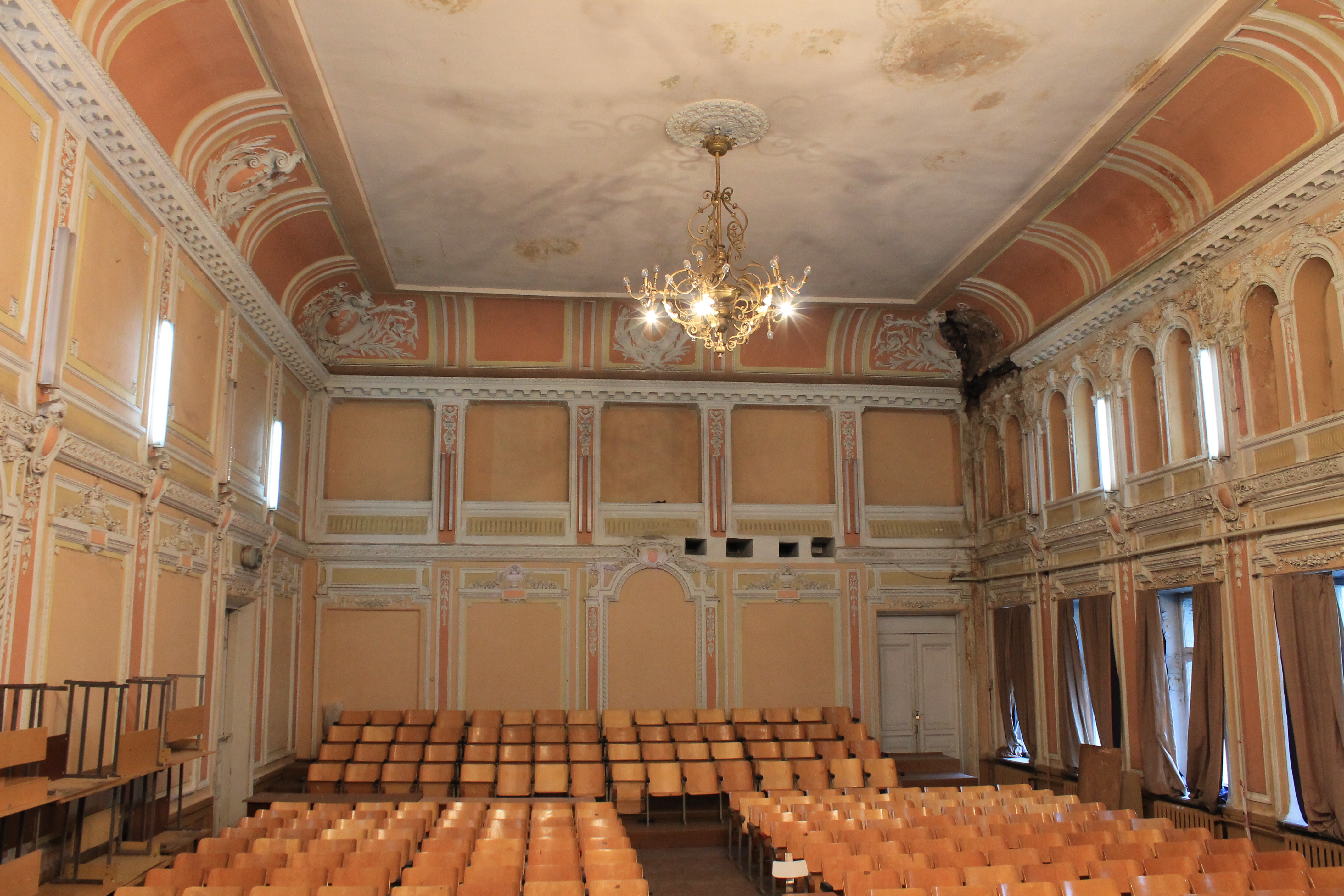
Інтер'єри зали
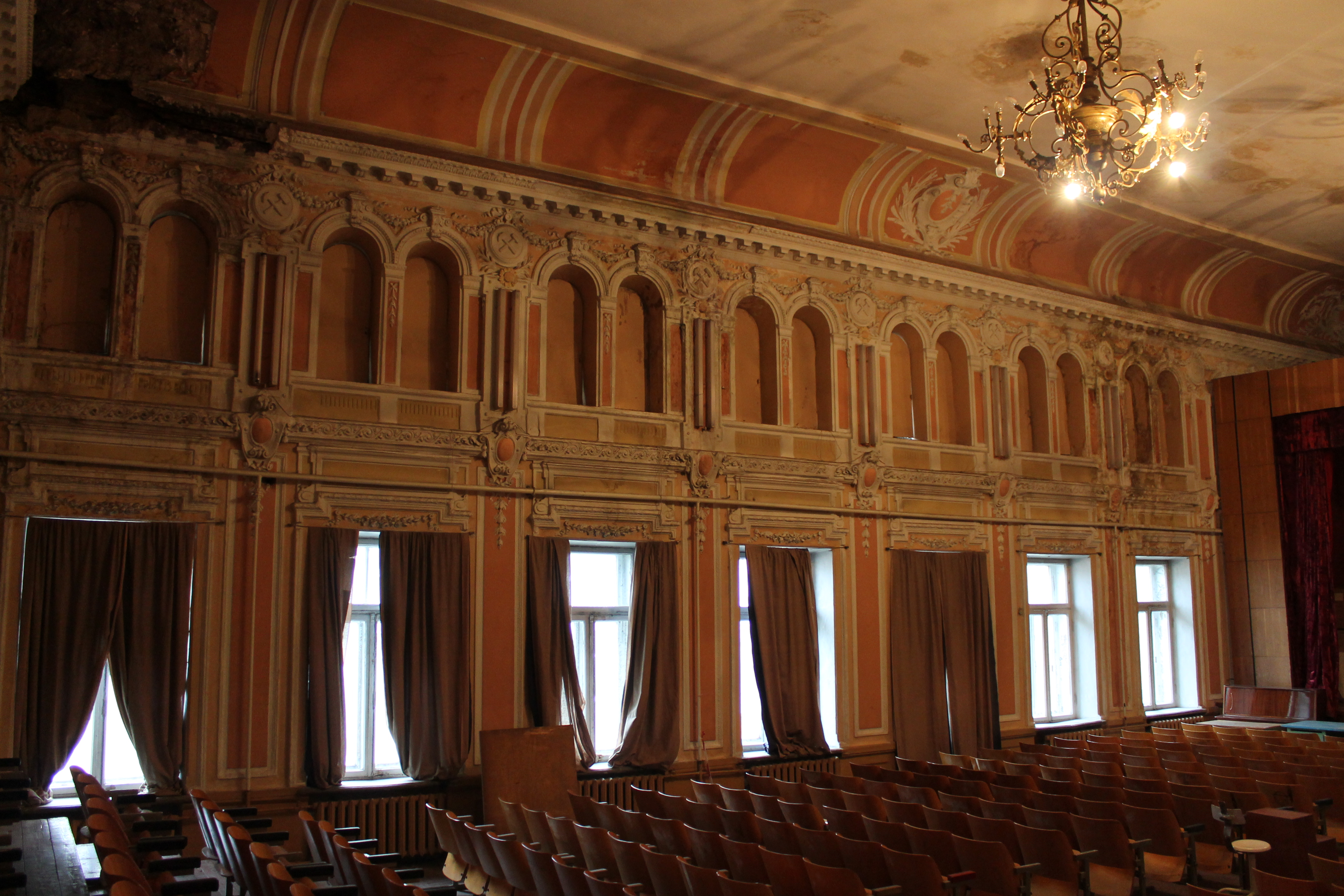
Інтер'єри зали
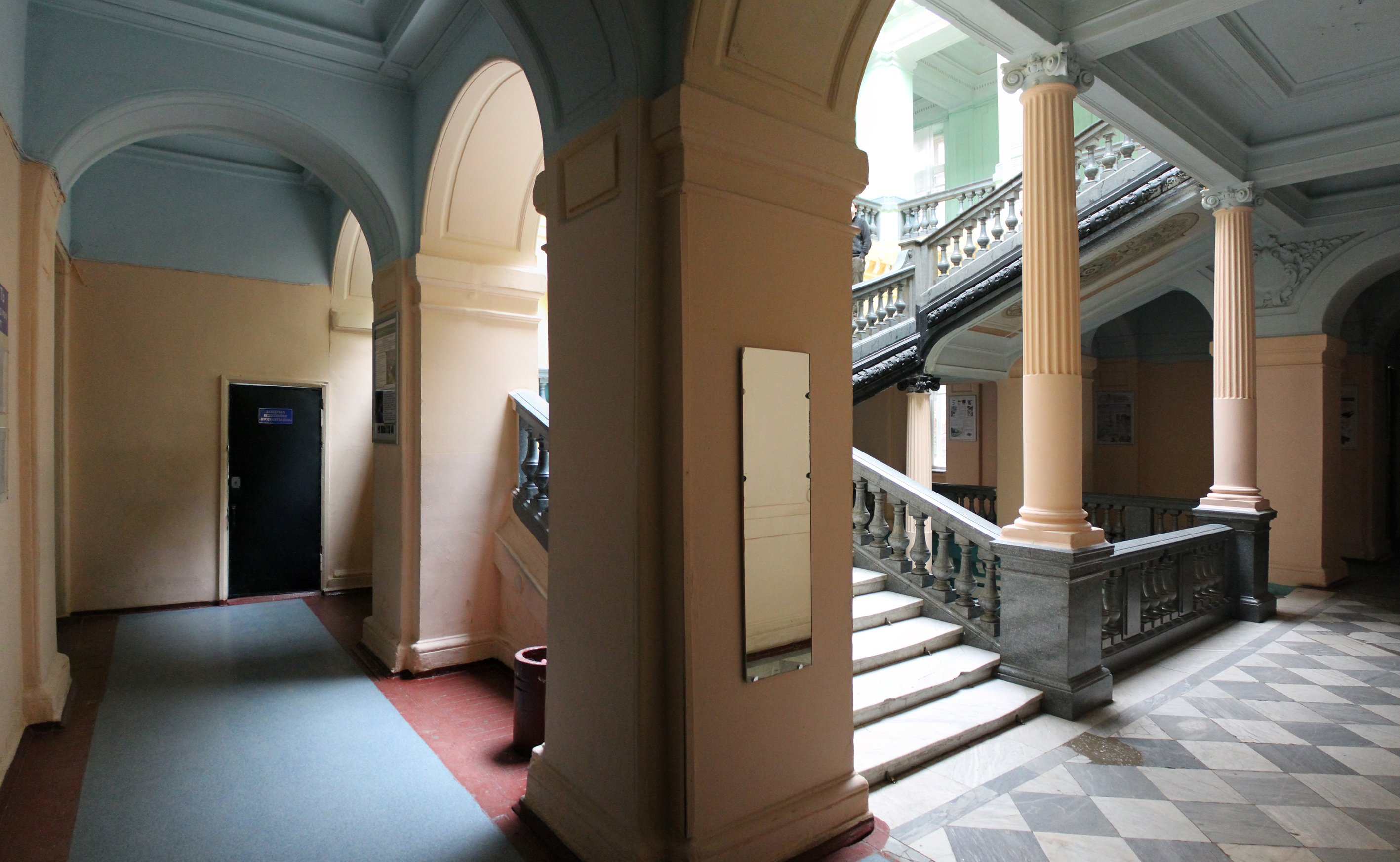
Інтер'єри